# Bironides glochidion
Bironides glochidion är en trollsländeart som beskrevs av Maurits Anne Lieftinck 1963. Bironides glochidion ingår i släktet Bironides och familjen segeltrollsländor. Inga underarter finns listade i Catalogue of Life.